# Lhok Medang Ara
Lhok Medang Ara is een bestuurslaag in het regentschap Aceh Tamiang van de provincie Atjeh, Indonesië. Lhok Medang Ara telt 731 inwoners (volkstelling 2010).